# Ходынская улица
Ходы́нская у́лица — улица в центре Москвы на Пресне между улицами Пресненский Вал и 1905 Года. На углу с Пресненским Валом находится памятник архитектуры Хлебозавод имени Зотова.

## Происхождение названия
Название присвоено в XIX веке по расположению улицы близ юго-восточной окраины Ходынского поля, названного по реке Ходынка.

## Описание
Ходынская улица начинается от Пресненского Вала как продолжение Большого Тишинского переулка, проходит на запад, слева к ней примыкает 1-й Земельный переулок, выходит на улицу 1905 года напротив улицы Сергея Макеева. В начале улицы на углу с Пресненским Валом находится Хлебозавод имени Зотова. По правую сторону — комплекс зданий железнодорожной станции Москва-Товарная-Смоленская МЖД.

## Здания и сооружения
По нечётной стороне:
- № 3 — Электродепо «Красная Пресня».
- № 5 — Троллейбусный парк № 5 им. И. И. Артамонова (Филиал Центральный).

По чётной стороне:
- № 2  памятник архитектуры (региональный) — Хлебозавод им. В. П. Зотова.
- № 10А — Московская железная дорога, Московско-Смоленское отделение, железнодорожная станция Москва-Товарная-Смоленская; Московско-Смоленская транспортная прокуратура.
- № 16 (во дворе) — водонапорная башня железнодорожной станции Москва-Товарная-Смоленская (XIX век). Нижняя часть башни из кирпича, деревянное завершение, в котором находился бак, давно утрачено. Забор воды производился из колодца, к которому шёл туннель; паровозы заправлялись через «хобот», для которого на северном фасаде было небольшое отверстие. В 1990-е годы в постройке находилась контора ЖЭК. У здания не было официального адреса, оно не состояло на кадастровом учёте. На этом основании закрытая комиссия при правительстве Москвы в сентябре 2020 года постановила снести старинную башню как «бесхозный объект»[1][2].